# Kenta Shimizu
Kenta Shimizu (清水 健太 Shimizu Kenta?), född 18 september 1981 i Chiba prefektur, är en japansk fotbollsspelare.
Shimizu började sin karriär 2000 i Kashiwa Reysol. 2005 flyttade han till Montedio Yamagata. Han spelade 287 ligamatcher för klubben. 2015 flyttade han till Kamatamare Sanuki.